# 台鐵15G8000型敞車
台鐵15G8000型敞車，是臺灣鐵路管理局（略稱臺鐵或臺鐵局，現改制為臺灣鐵路公司）所使用的一種鐵路貨車，為兩軸敞車。

## 簡介
15G8000型為台灣鐵路管理局於1957年到1966年間，為提升鐵路散裝貨物運輸的效能，而向日本的富士重工採購材料，並由臺北機廠組裝完成95輛敞車，之後臺鐵大手筆自行購料，組裝完成多達909輛敞車:48，使15G8000型的輛數位居敞車中之冠。其龐大的數量，即使在1994年調查時該型敞車仍有868輛，但隨著使用年限的增加以及機件的老化，加上貨物運輸大量移轉到公路等因素，臺鐵進行了大量的報廢處理。2006年時再度調查，同型車僅剩230輛，2014年時僅存4輛。
本型敞車早期生產時，車側的貨物用側板中間為對開門，兩邊則是兩段式構造（上半部固定，下半部為反落門），後來為方便堆高機上貨:208，而有至少200輛敞車的側板整面改為反落門，並於車號後方註記"A"以便區別:255。另外，為因應守車不足的問題，臺鐵臺北機廠於1976年－1977年將26輛敞車中間的部分改為守車室，並編為10GK8000型敞守車，目前10GK8000型已全數報廢消失。

## 數據
- 型式：15G8000（15是載重），8000為型號
- 車號：15G8001－15G8095、15G8101－15G9009[1]:48
- 輛數：1004輛
- 皮重：8.2公噸
- 載重：15公噸
- 換算噸數：空車8噸、重車24噸
- 容積：19.41立方公尺
- 最高車速：每小時75公里

## 使用情況
- 本型車所有車輛已全數報廢除籍

- 改籍15EG8000型：(共1輛)

15G8148
- 改造：(共1輛)

15G8944：改造為14CW8944煤水車，並隨附於CK124使用。
- 保存車輛：(共4輛)

15G8061：報廢後由國家鐵道博物館收購納入館藏。
15G8155：報廢後由縱貫線鐵道保存協會收購保存。
15G8436：保存於潮州基地鐵道園區
15G8634：保存於舊打狗驛故事館
- 現存之報廢車輛:(共1輛)

15G8838：報廢後留滯於彰化扇形車庫內。

## 其他

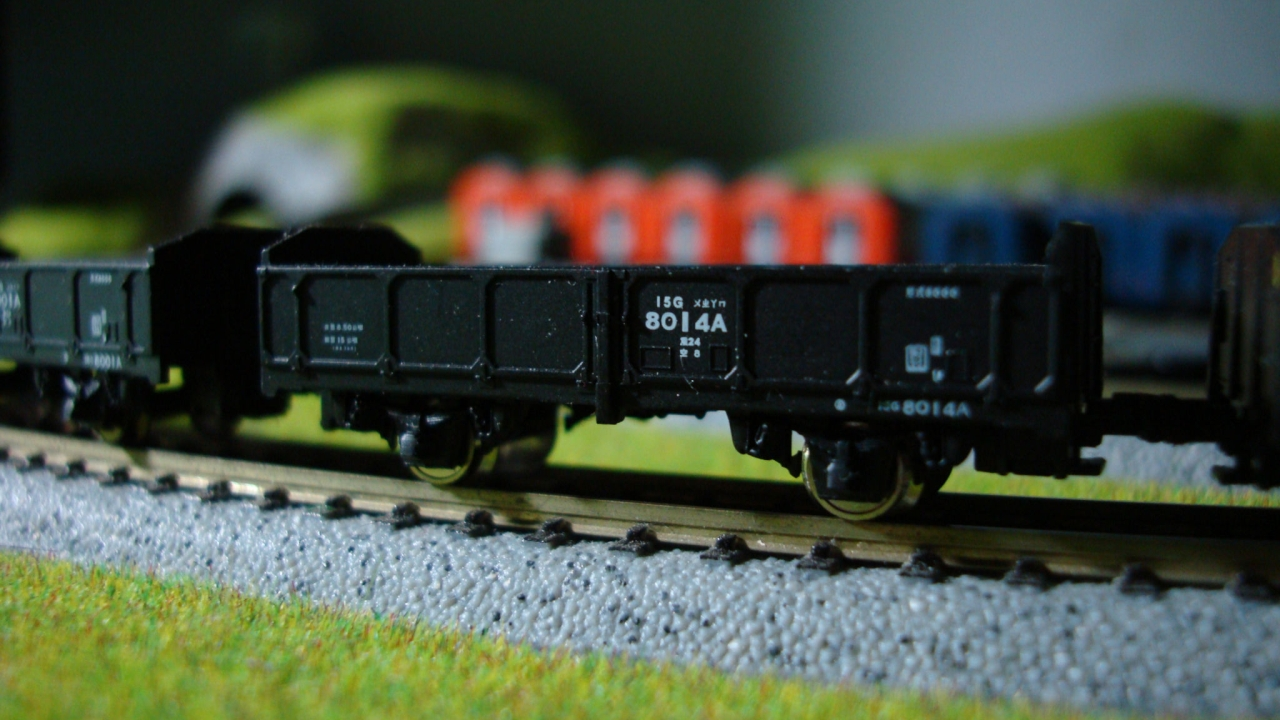
鐵支路推出的N軌距15G8000型敞車

本型敞車因生產數量非常龐大，加上其為臺鐵二軸敞車的代表，因此被鐵支路模型給選中，推出了N軌尺寸的塑膠模型。

## 外部連結
- （中文）Train Collection - 列車收藏誌